# Гьодьольо
Гьодьольо (на унгарски: Gödöllő; немски: Getterle; словашки: Jedľovo) е град в област Пеща, агломерация Будапеща, Унгария. Намира се на около 30 км североизточно от покрайнините на Будапеща. Населението на града е 32 131 жители (по приблизителна оценка за януари 2018 г.), а площта 61,98 кв. км. Свързан е с Будапеща посредством Крайградската железопътна линия (HÉV).
Гьодьольо е дом на университета Сент Ищван, основния образователен институт по земеделия в Унгария. Дворецът в Гьодьольо първоначално е построен за аристократичното семейство Грасалкович; по-късно Франц Йозеф, император на Австрия и крал на Унгария и жена му Елизабет („Сиси“) го използват за лятна резиденция.

## История

### Турско господство
След катастрофалното поражение при Мохач през 1526 г., нахлуващите турски войски окупират Буда, а след това и Гьодьольо. В резултат на това населението намалява до едва няколко семейства. Няма данни за правата на собственост по време на 160-годишната турска власт.

### Хабсбургско управление
Решаващ обрат в живота на Гьодьольо носи Антал Грасалкович I (1694–1771), един от най-забележителните благородници на Унгария през 18 век. Грасалкович, роден в обедняло семейство на дребни благородници, започва кариерата си като адвокат през 1715 г. Година по-късно той вече работи с „Hofkammer“ (Кралската камара, орган на финансовата администрация на Хабсбургите през 16–18 век). През 1727 г. той става председател на Neoaquistica Commissio, занимаваща се с преразглеждането и уреждането на хаотични права на собственост след турската власт. Именно в това си качество той за пръв път се натъква на имението на Гьодьольо с тогавашна собственичка Кристина Бошан.
Увеличавайки политическата си власт и богатсво, Грасалкович планира развитието на голямо имение с център в Гьодьольо. Това става възможно след смъртта на Кристина Бошан през 1737 г., когато Грасалкович успява да закупи имотите от наследниците ѝ. Той започва да изгражда своята дворцова резиденция още през 1741 г., която е най-голямото бароково имение в Унгария.
Грасалкович, който изпитва благосклонност към крал Карл III и кралица Мария Терезия, също управлява много успешно имотите на хазната. За своите икономически и политически способности получава първо титлата барон, а по-късно става граф.
Той се грижи внимателно за имотите си, за да ги направи изгодни и да ги поддържа в добро състояние. В своите имения той построява 33 църкви, включително църквата на светото място Мариабешньо и параклиса на имението в Гьодьольо. В центъра на Гьодьольо има редици къщи, където заселва немски занаятчии, като по този начин увеличава броя на римокатолиците наред с реформираното население. Благодарение на дейностите му по планиране на селските райони, Гьодьольо получава статут на селски град през 1763 г. с правото да държи пазари.
Синът на Грасалкович I, Антал Грасалкович II (1734–1794) не полага никакви грижи за имението. Той отдава под наем имотите един след друг, ликвидира домакинството в Гьодьольо и се мести във Виена. След смъртта му имението, тежко натоварено с дългове, е наследено от сина му Антал Грасалкович III. Той продължава да увеличава дълговете и умира без потомство, поради което имотите са наследени по женска линия.
По това време имението става сцена на важно политическо събитие. В хода на пролетната кампания на Войната за независимост от 1848–1849 г. унгарските войници печелят победа в Ишасег на 6 април 1849 г. След това Лайош Кошут и неговите генерали създават квартири в имението в Гьодьольо. Тук се провежда военен съвет, на който се появява идеята да се детронират Хабсбургите и да се борят за унгарска независимост.
През 1850 г. банкер на име Дьордьи Шина купува имението в Гьодьольо. Той, а по-късно и синът му, рядко стоят в Гьодьольо и считат сделката само за капиталова инвестиция и през 1864 г. продават целия името на белгийска банка. Унгарската държава го купува опратно от тази банка през март 1867 г. и я дава на Франц Йозеф I и императрица Елизабет Австрийска като подарък по случай коронацията. Оттогава нататък кралското семейство пребивава в Гьодьольо главно през пролетта и есента, което води до значителен подем в живота на града.
Северната железопътна линия, например, в противоречие с първоначалния план, минава близо до Гьодьольо, защото там е кралският летен курорт. Газовата фабрика, предназначена да произвежда нужния газ за ЖП гарата и кралската къща, е осъществена до 1874 г. Броят на занаятчиите и дребните магазини се увеличава.

### По време на Световните войни
През есента на 1918 г. в „имението“ на града крал Карл IV приема оставката на унгарското правителство.
По това време имението е заето за кратко от министър-председателя Михай Каролйи.
През 1919 г. военният генерален щаб на Унгарската съветска република има своя щаб в имението.
Регент Миклош Хорти окупира Кралския дворец от 1920 г. до смъртта му през 1944 г.

## Побратимени градове
- Гисен, Германия
- Форса, Финландия
- Миеркуря Чук, Румъния
- Берегове, Украйна
- Вагенинген, Нидерландия
- Сента, Сърбия
- Дунайска Стреда, Словакия
- Лаксенбург, Австрия
- Тьорнхаут, Белгия
- Хилерьод, Дания
- Живец, Полша
- Айхах, Германия
- Валдеморо, Испания
- Богор, Индонезия
- Бад Ишъл, Австрия
- Джанджоу, Китай